# Melchior Broederlam
Melchior Broederlam 14-15. századi flamand festő volt. A művészt a Jan van Eyck előtti generáció legfontosabb festői között tartják számon.

## Pályafutása

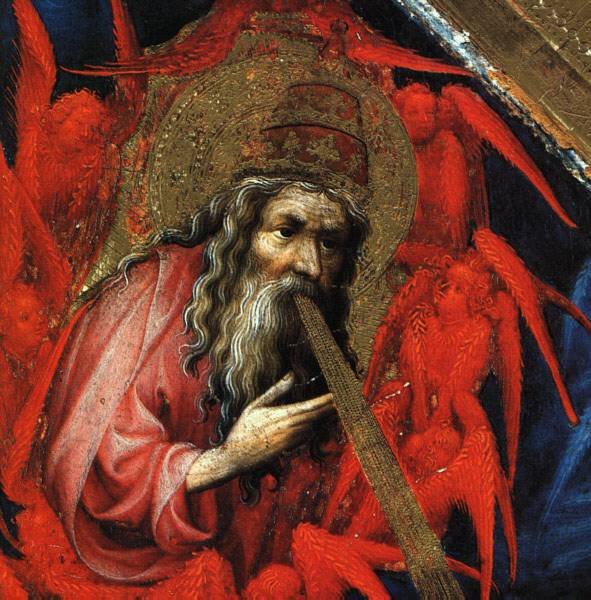
Részlet a champmoli oltárképről

Születési ideje és helye ismeretlen, de a feltevések szerint az 1350-es években látta meg a napvilágot Ypres-ben. A művészet alapjait valószínűleg egy helyi stúdióban sajátította el, és valószínűleg néhány évet Itáliában is eltöltött, ahol a firenzei és sienai művészetet tanulmányozta. A megmaradt feljegyzésekből tudni, hogy 1381-ben II. Lajos flamand gróf udvari festője volt, három évvel később, munkáltatója halála után, II. Fülöp burgundi herceg alkalmazásába állt. 1391-ben udvari festőnek nevezték ki.
1386-ban megbízást kapott a gróf lánya, Margit díszkocsijának kifestésére. 1389 és 1390 között a hesdini kastély freskóit készítette el, 1393 februárjától pedig a champmoli karthauziánus kolostor oltárképe ajtóinak külső felületére szánt festményeken és a faragott alakok színezésén és aranyozásán dolgozott ypres-i műhelyében. A munkával 1398 nyarán végzett, és a feljegyzések szerint segített a műtárgyak  becsomagolásában és helyszínre szállításában is. A burgundi herceg, elégedettsége jeléül, bőségesen megjutalmazta a művészt 1399 szeptemberében. 1406-ban megbízást kapott az elhunyt hercegi pár portréjának megfestésére a kortrijki Szűz Mária-templomban. A művész utolsó, a korabeli dokumentumokban fennmaradt említése 1409-ből származik.
Mivel a középkorban a festőket mesterembereknek tekintették, Broederlam is számos ezzel összefüggő feladatot kapott, ilyen volt például Margit grófnő kocsijának díszítése, valamint öt faragott szék befejezése a hercegi udvarban. Ezen kívül más berendezési tárgyakat is kijavított, 1387-ben pedig a flotta feldíszítését irányította. II. Fülöp hajóját azúrkékre és aranyszínűre festette, a tatot címerpajzsok vették körbe, a vitorlákat pedig százszorszépek és az uralkodói pár kezdőbetűi díszítették.

## Értékelése
Festményei közül csak a két champmoli oltárkép maradt fenn, ezek ma a dijoni szépművészeti múzeumban láthatók. Festményeinek alapja tradicionális, de alakjainak némelyikét sikerült élettel megtöltenie. Jellemző volt rá az aranyozás kiterjedt használata. Melchior Broederlamnak tulajdonítják a 13. századi itáliai festészet naturalizmusának egyesítését a bizánci keresztény művészet díszítéseivel és szimbolikájával.